# Jean-Marc Pontvianne
Jean-Marc Pontvianne (ur. 6 sierpnia 1994 w Nîmes) – francuski lekkoatleta specjalizujący się w trójskoku, olimpijczyk.
Uczestnik letnich igrzysk olimpijskich w Tokio (2021) – w konkurencji trójskoku nie oddał żadnego zaliczonego skoku i nie został sklasyfikowany.
Pięciokrotny mistrz Francji w trójskoku: na stadionie (2017, 2020, 2021) oraz w hali (2015, 2017).

## Rezultaty
| Rok  | Impreza                                 | Miejsce    | Pozycja           | Wynik |
| ---- | --------------------------------------- | ---------- | ----------------- | ----- |
| 2013 | Mistrzostwa Europy juniorów             | Rieti      | el. – 16. miejsce | 14,94 |
| 2015 | Superliga drużynowych mistrzostw Europy | Czeboksary | 7. miejsce        | 16,42 |
| 2015 | Młodzieżowe mistrzostwa Europy          | Tallinn    | el. – 13. miejsce | 15,86 |
| 2017 | Halowe mistrzostwa Europy               | Belgrad    | 6. miejsce        | 16,90 |
| 2017 | Superliga drużynowych mistrzostw Europy | Lille      | 4. miejsce        | 16,58 |
| 2017 | Mistrzostwa świata                      | Londyn     | 8. miejsce        | 16,79 |
| 2018 | Mistrzostwa Europy                      | Berlin     | 7. miejsce        | 16,61 |
| 2019 | Mistrzostwa świata                      | Doha       | el. – 26. miejsce | 16,31 |
| 2021 | Igrzyska olimpijskie                    | Tokio      | el. –             | NM    |
| 2022 | Halowe mistrzostwa świata               | Belgrad    | 7. miejsce        | 16,62 |
| 2022 | Mistrzostwa świata                      | Eugene     | 8. miejsce        | 16,86 |
| 2022 | Mistrzostwa Europy                      | Monachium  | 3. miejsce        | 16,94 |
| 2023 | Mistrzostwa świata                      | Budapeszt  | el. – 14. miejsce | 16,64 |
| 2024 | Mistrzostwa Europy                      | Rzym       | 6. miejsce        | 17,04 |
| 2024 | Igrzyska olimpijskie                    | Paryż      | el. – 13. miejsce | 16,79 |

## Rekordy życiowe w trójskoku
- na stadionie – 17,20 (17 czerwca 2023, Amiens)
- w hali – 17,13 (19 lutego 2017, Bordeaux)